# St. Georg (Margertshausen)

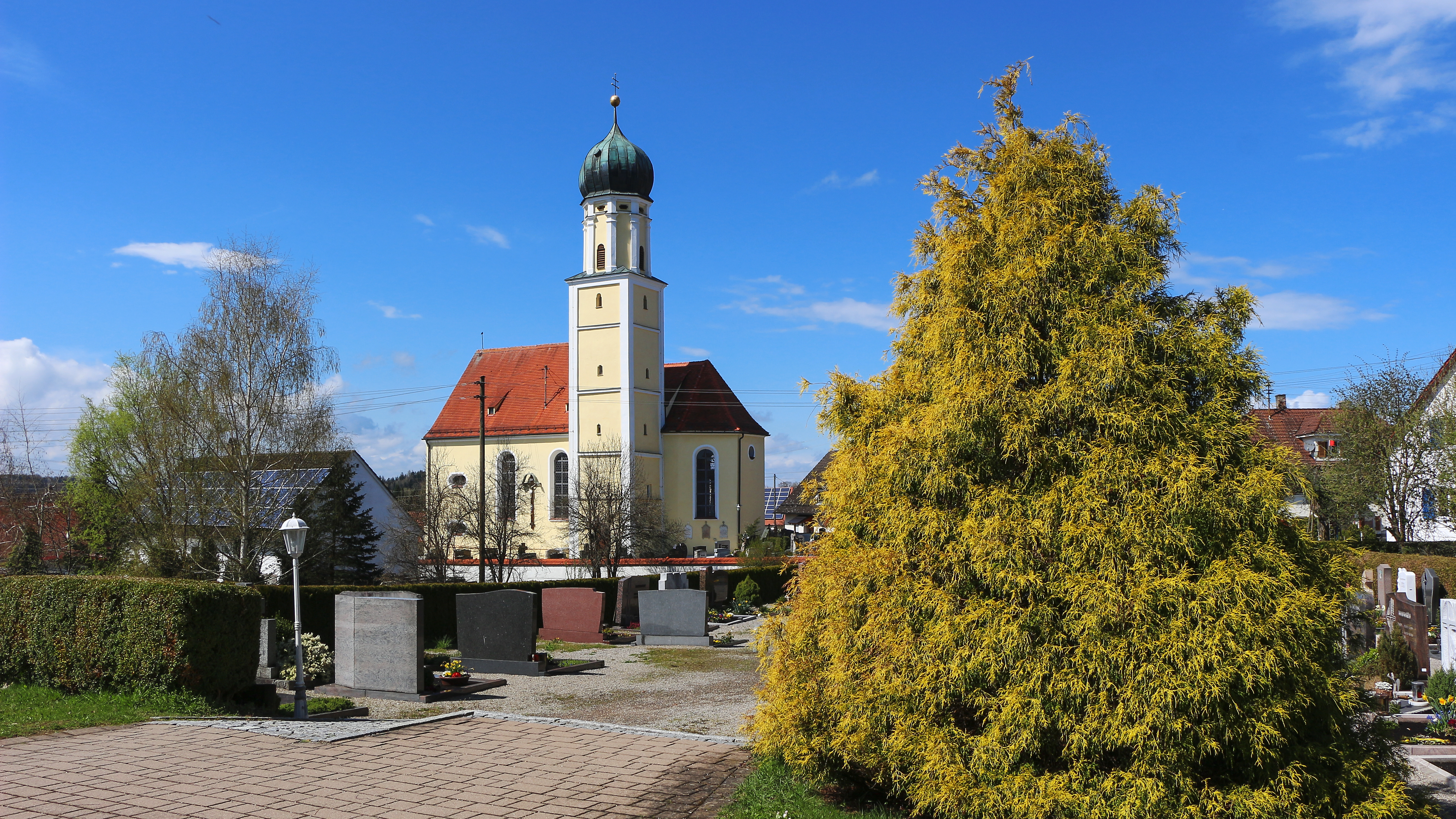
St. Georg in Margertshausen

Die römisch-katholische Kuratiekirche St. Georg steht in Margertshausen, einem Gemeindeteil von Gessertshausen im schwäbischen Landkreis Augsburg in Bayern. Das denkmalgeschützte Bauwerk ist in der Liste der Baudenkmäler in Gessertshausen unter der Nr. D-7-72-148-11 eingetragen.

## Beschreibung
Die barocke Saalkirche wurde 1723 erbaut. Sie besteht aus einem Langhaus, einem eingezogenen, dreiseitig geschlossenen Chor im Osten und einem Chorflankenturm an dessen Südwand, dessen untere Geschosse vom Chorturm des Vorgängerbaus aus dem 14. Jahrhundert stammen. Er wurde mit einem achteckigen, mit Pilastern an den Ecken versehenen Geschoss aufgestockt, das den Glockenstuhl beherbergt, und mit einer Zwiebelhaube bedeckt. Der Innenraum des Chors ist mit einem Stichkappengewölbe überspannt. Über dem Chorbogen befindet sich das Wappen des Klosters Heilig Kreuz. Die um 1723 eingefügten Fresken sind von Medaillons umrahmt. Auf dem Altarretabel des Hochaltars aus dem späten 18. Jahrhundert ist die Kreuzigung dargestellt. Im Altarauszug ist der hl. Georg dargestellt. 1906 hat Oswald Völkel einige Gemälde geschaffen.